# Edoardo Sylos Labini
Edoardo Sylos Labini (Pomezia, 4 dicembre 1971) è un attore italiano.

## Biografia

### Attività artistica
Il suo debutto sulle scene avviene nel 1995, al fianco di Alida Valli, in Questa sera si recita a soggetto di L. Pirandello, regia di Giuseppe Patroni Griffi. Nel 1998 è stato segnalato come autore al Premio Riccione con la sua opera prima Scritti metropolitani per violino. Ha recitato in numerose fiction e ha calcato i palcoscenici dei più importanti teatri italiani diretto, tra gli altri, da G. Sepe, A. Pugliese, R. Guicciardini, S. Marconi, A. D’Alatri. Nel 2001 è protagonista con Luisa Ranieri del tormentone pubblicitario "Antò fa caldo". Avvia poi un percorso autoriale, interpretando grandi personaggi della storia e della letteratura italiana, da F. T. Marinetti a Italo Balbo, da Giuseppe Mazzini a Gabriele D’Annunzio, passando per l’imperatore Nerone. Nel marzo 2011 ha ricevuto la medaglia dalla Presidenza della Repubblica in occasione del 150° dell’Unità d’Italia per lo spettacolo Disco Risorgimento, una storia romantica, di F. Gili, regia di A. D’Alatri. 
Dal 2015 è direttore artistico del Teatro Civico di Norcia. Nel 2016 riceve il Premio Penisola Sorrentina per lo spettacolo D’Annunzio Segreto di Angelo Crespi, regia di F. Sala.Nel 2017 dirige Giusy Versace nello spettacolo tratto dalla sua autobiografia, "Con la testa e con il cuore si va ovunque". La sua attività di editore e di animatore culturale continua in questi anni con la creazione dei Festival delle Città Identitarie che raccontano, in un mondo globalizzato, la storia e le radici del territorio italiano. La prima edizione si è svolta al Castello Dentice di Frasso di San Vito dei Normanni (BR), la seconda nella città di La Spezia, la terza nella Città dei Papi, Anagni, poi a Casale Monferrato e a Senigallia e Vibo Valentia, Potenza, Trino (VC), Loano (SV), Pomezia (RM), Chioggia (VE). Nel 2021 ha messo in scena il libro campione d'incassi di Alessandro Sallusti e Luca Palamara, Il Sistema, con l'adattamento teatrale di Angelo Crespi. Dall'estate del 2022 è Presidente della Fondazione Città Identitarie che raccoglie oltre 100 Comuni italiani tra piccoli borghi e cittadine di provincia.
Ha fondato e lanciato nel febbraio del 2018 il movimento culturale CulturaIdentità, associazione del quale è Presidente e che nel febbraio del 2019 ha dato vita all'omonima rivista cartacea #CulturaIdentità, del quale è direttore. È stato dal 2014 al 2024 consulente artistico del Teatro Manzoni di Milano. Ha organizzato negli anni scorsi le interviste Mondadori OFF per Mondadori Store. Nel 2013 fonda e dirige il web magazine IlGiornaleOff.it, approfondimento dell’inserto OFF cartaceo del sabato del quotidiano Il Giornale, che ha vinto il Premio Margutta - la via delle arti per l’Editoria 2017.
Nel 2024 torna in televisione dopo diversi anni per condurre Inimitabili, un programma in quattro puntate su Giuseppe Mazzini, Gabriele D’Annunzio, Tommaso Marinetti e Giovannino Guareschi. Il programma prodotto da Rai Cultura per Rai 3 diventa una trilogia teatrale dal titolo Inimitabili: Mazzini, d'Annunzio, Marinetti, scritto da Sylos Labini con Angelo Crespi. I tre spettacoli debuttano in Prima Nazionale presso il Senato della Repubblica nel cortile di Sant'Ivo alla Sapienza. Nello stesso anno inizia a collaborare con il programma Rai Binario 2 con la rubrica Politicamente (S)corretto dalla stazione Tiburtina.Nel 2025 è di nuovo su Rai 3 per la seconda serie del programma Inimitabili con il racconto su Luigi Pirandello, Arturo Toscanini, Oriana Fallaci e Curzio Malaparte.

### Attività politica
È stato in Forza Italia nel 2014 partecipando al Comitato di Presidenza del partito per cui è nominato Responsabile del Dipartimento Cultura.

## Filmografia

### Cinema
- La vera vita di Antonio H., regia di Enzo Monteleone (1994)
- Per l'ultima volta, regia di Massimiliano Zanin - cortometraggio (2001)
- Commediasexi, regia di Alessandro D'Alatri (2006)
- Tre tocchi, regia di Marco Risi (2014)

### Televisione
- Provincia segreta, regia di Francesco Massaro - serie TV (1998)
- Sotto la luna, regia di Franco Bernini - film TV (1998)
- Un posto al sole - serial TV (1999-2000)
- Un prete tra noi, regia di Riccardo Donna - serie TV (1999)
- Linda, il brigadiere e... - regia di Alberto Simoni serie TV episodio (terza stagione) Una trappola per Linda 3x04 (2000)
- Camici bianchi, regia di Stefano Amatucci - serie TV (2001)
- Don Matteo - serie TV, episodi 2x02, 4x01 (2001-2004)
- Tutti i sogni del mondo, regia di Paolo Poeti - miniserie TV (2003)
- Marcinelle, regia di Andrea e Antonio Frazzi - miniserie TV (2003)
- Vivere - serial TV, 469 episodi (2005-2007)
- Incantesimo - serial TV (2006-2008)
- I liceali, regia di Francesco Miccichè - serie TV (2011)
- Dov'è mia figlia?, regia di Monica Vullo - miniserie TV (2011)
- Le tre rose di Eva - serie TV (2012)
- Come un delfino, regia di Stefano Reali - serie TV (2013)
- Paura di amare, regia di Vincenzo Terracciano - serie TV (2013)

## Programmi televisivi
- Inimitabili, prima edizione, regia Claudio Del Signore, programma Rai 3, (2024)
- Binario 2, regia Giovanni Caccamo, programma Rai 2, (2024)
- Musica Mia, regia Marta Saviane, programma Rai 2, (2025)
- Inimitabili, seconda edizione, regia Claudio Del Signore, programma Rai 3, (2025)

## Teatro
- Questa sera si recita a soggetto, di Luigi Pirandello, regia di Giuseppe Patroni Griffi (1995)[7]
- E ballando ballando, di Jean-Claude Penchenat, regia di Giancarlo Sepe (1997)
- Scritti metropolitani per violino, di Edoardo Sylos Labini, regia di Pierpaolo Sepe (1998)
- Le notti di Cabiria, di Federico Fellini, regia di Saverio Marconi (1998)
- Nella città l'inferno, di Dacia Maraini, regia di Francesco Tavassi (1999)
- Rum e vodka, di Conor McPherson, regia di Nicola Zavagli (1999)
- La signora omicidi, di William Rose, regia di Giuseppe Cairelli (1999)
- Antonio e Cleopatra, di William Shakespeare, regia di Ninni Bruschetta (2000)
- Corpus Christi, di Terrence McNally, regia di Enrico La Manna (2000)
- Liliom, di Ferenc Molnár, regia di Maurizio Panici (2000)
- Giulio Cesare, di William Shakespeare, regia di Maurizio Panici (2002)
- Pilato sempre, di Giorgio Albertazzi, regia di Armando Pugliese (2002)
- Scritti metropolitani, di Edoardo Silos Labini, regia di Edoardo Sylos Labini (2003)
- Il misantropo, di Molière, regia di Roberto Guicciardini (2004)
- Donne velocità pericolo, di Viola Pornaro, Francesco Sala e Edoardo Sylos Labini, regia di Francesco Sala e Edoardo Sylos Labini (2005)
- Talem, di Sergi Belbel, regia di Antonino Iuorio (2008)
- I quaderni di Pomezia, di Antonio Pennacchi, regia di Edoardo Sylos Labini (2008)
- Bang bang, di Edoardo Sylos Labini, regia di Edoardo Sylos Labini (2009)
- Disco risorgimento, di Filippo Gili, regia di Filippo Gili (2010)
- La meravigliosa avventura della Repubblica Romana, di Edoardo Sylos Labini, regia di Edoardo Sylos Labini (2010)
- Italo Balbo cavaliere del cielo, di Edoardo Sylos Labini e Francesco Sala, regia di Francesco Sala (2011)
- Disco Risorgimento, una storia romantica, di Edoardo Sylos Labini e Filippo Gili, regia di Alessandro D'Alatri (2011)
- Uno sbagliato, di Edoardo Sylos Labini, regia di Massimiliano Zanin (2012)
- Gabriele d'Annunzio, tra amori e battaglie, di Edoardo Sylos Labini e Francesco Sala, regia di Francesco Sala (2013)
- Nerone. Duemila anni di calunnie, di Edoardo Sylos Labini e Angelo Lorenzo Crespi, regia di Edoardo Sylos Labini (2014)
- La grande guerra di Mario, di Angelo Lorenzo Crespi, regia di Edoardo Sylos Labini (2015)
- D'Annunzio segreto, di Angelo Lorenzo Crespi, regia di Francesco Sala (2016)
- Con la testa e con il cuore si va ovunque, di Giusy Versace, regia di Edoardo Sylos Labini (2017)
- Fiume 1919, città d'arte, di vita, di Leonardo Petrillo, regia di Edoardo Sylos Labini (2019)
- Il sistema, di Alessandro Sallusti e Luca Palamara, regia di Edoardo Sylos Labini (2021)
- Inimitabili: Mazzini, d'Annunzio, Marinetti, scritto da Sylos Labini con Angelo Crespi (2024-)

## Vita privata
Il 16 settembre 2011 ha sposato Luna Berlusconi, figlia di Paolo, il fratello di Silvio, da cui ha avuto il 17 gennaio 2012 la piccola Luce. La coppia ha annunciato la separazione a fine settembre 2015.